# Штефанешти (Ботошани)
Штефанешти (рум. Ștefănești) насеље је у Румунији у округу Ботошани у општини Штефанешти. Oпштина се налази на надморској висини од 68 m.

## Становништво
Према подацима из 2011. године у насељу је живело 1264 становника.